# Vernasca
Vernasca (Varnasca o La Varnasca [vɐrˈnɐskɐ], [lɐ,vɐrˈnaskɐ] in dialetto piacentino) è un comune italiano di 2 028 abitanti della provincia di Piacenza, situato in val d'Arda, sull'Appennino Emiliano.

## Storia
Il territorio di Vernasca, abitato fin dal neolitico, era occupato dalle tribù dei Liguri: tracce di castellieri sono state trovate a Rocchetta di Carameto, Casali di Morfasso e a Settesorelle. Le tribù Liguri vennero assoggettate dai Romani, poco prima della metà del II secolo a.C., dopo una lunga resistenza.
In epoca longobarda vi sorse la Pieve di San Colombano. Il borgo, chiamato Lavernasco fu in possesso dell'Abbazia di Val Tolla un tempo posta nei pressi della località Monastero di Morfasso e fu fortificato nel X secolo: questo castello viene citato in un documento nel quale l'imperatore Enrico II lo concede come privilegio all'abbazia.
Nel 1815 venne istituito un comune col nome di comune di Vigoleno: allora la frazione di Vigoleno era un paese molto più popoloso di Vernasca ed il suo territorio corrispondeva a quello dell'attuale comune di Vernasca. Nel 1851 il capoluogo comunale venne spostato a Vernasca, per volere del duca Carlo III di Parma e tale rimase anche dopo l'Unità d'Italia.
Il 27 maggio 1944, l'abitato di Vernasca venne liberato dai partigiani, tra i primi comuni italiani ad essere liberati dagli occupanti nazifascisti.
Al referendum istituzionale del 1946, il 61,5% degli elettori vernaschini votò per il mantenimento della monarchia sabauda e solo il 38,4% votò per la Repubblica.

## Monumenti e luoghi d'interesse

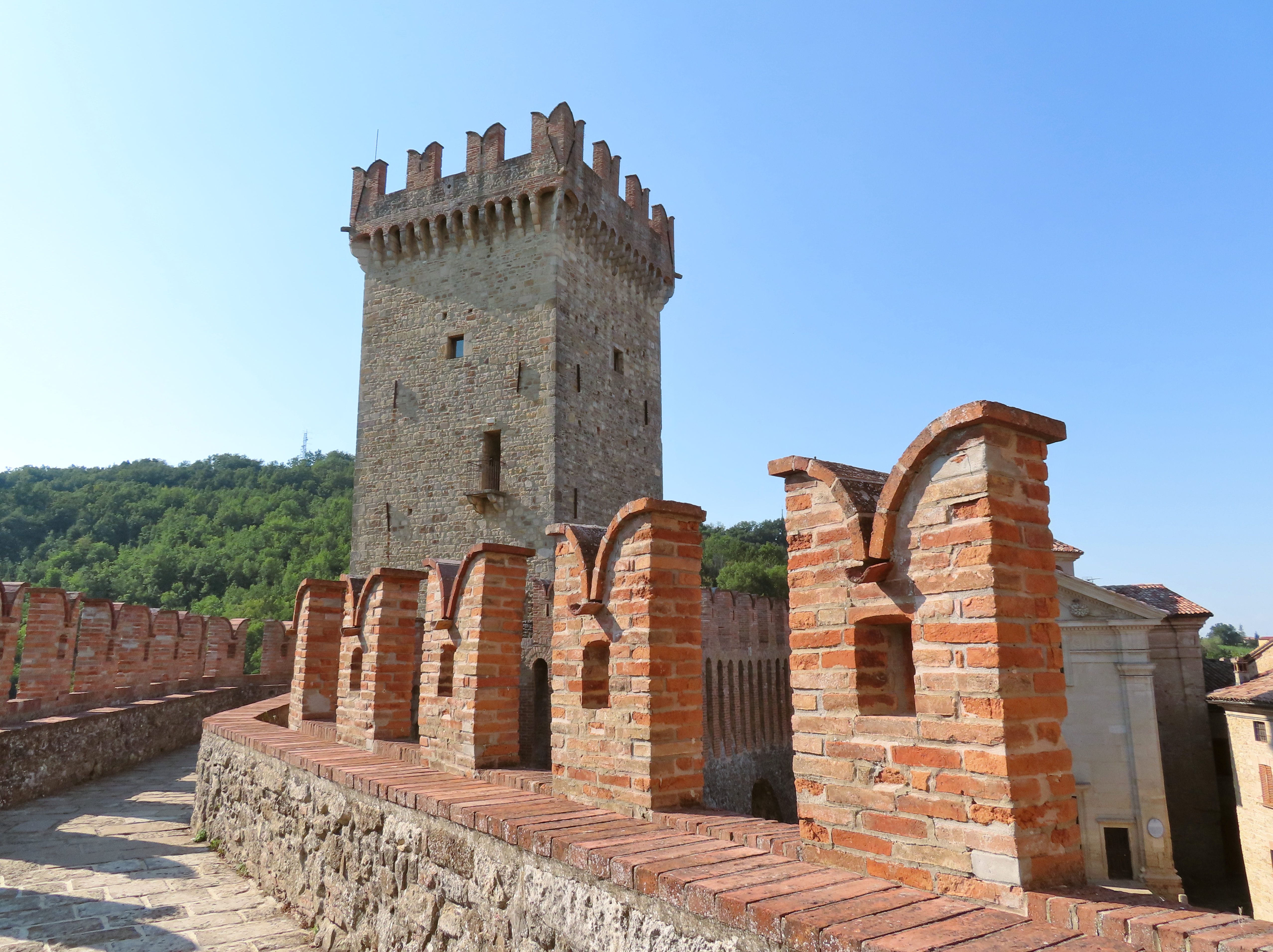
Camminamento e mastio

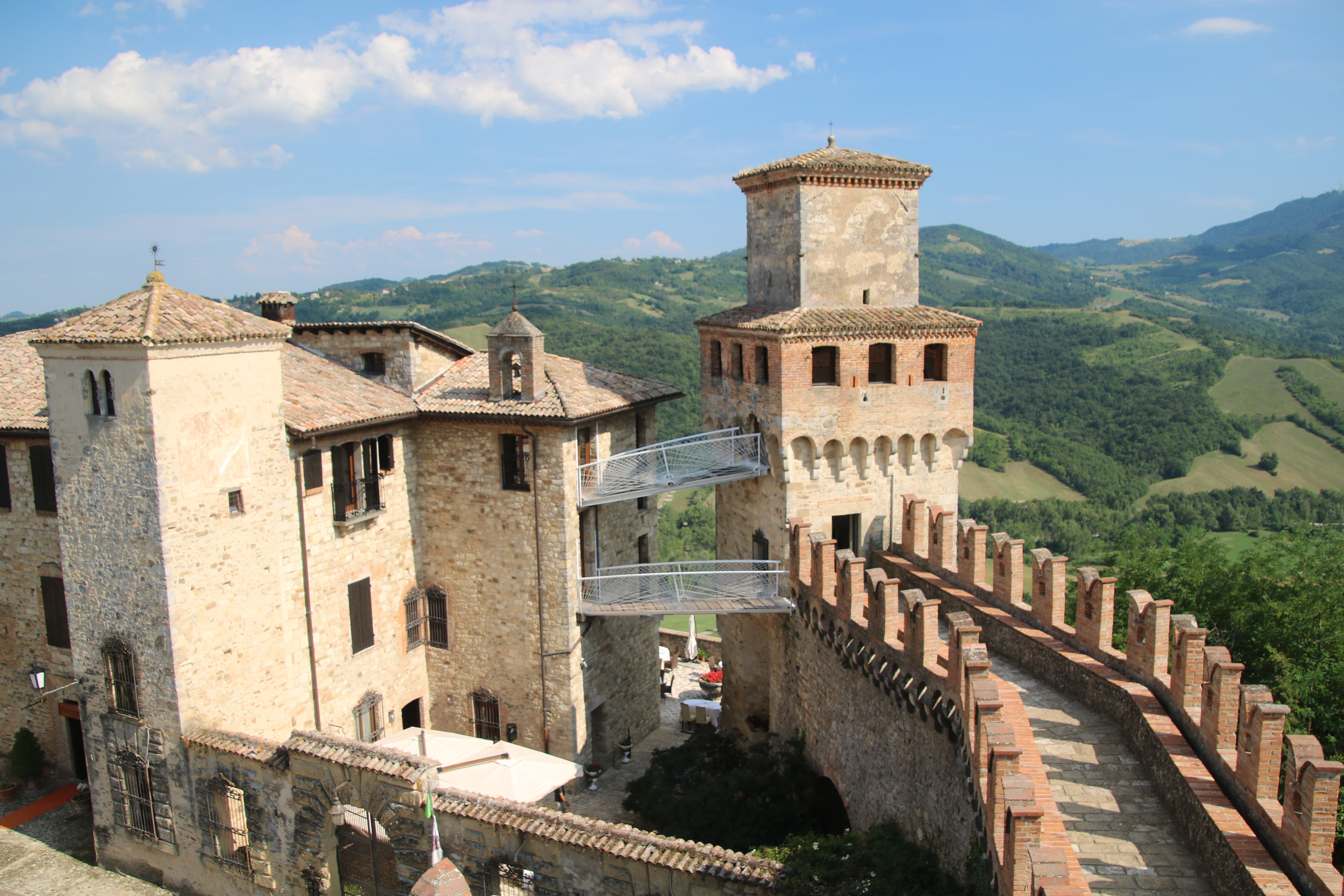
Torre sud del castello

Il Castello di Vigoleno. Posto sul crinale tra la valle dell'Ongina e quella dello Stirone su un rilievo non elevato, domina le colline circostanti.
Parte del territorio comunale è compreso nella Riserva naturale geologica del Piacenziano che contiene un cospicuo patrimonio di reperti fossili del pliocene
.

### Architetture religiose
- Chiesa parrocchiale di San Colombano, dedicata al santo missionario irlandese, nei cui pressi vi sono i resti dell'antica pieve di San Colombano, fondata dai monaci di Bobbio.[8]

- La religiosità popolare e rurale ha portato alla costruzione di cappelle votive (Mistadelli) principalmente poste lungo gli assi viari della Val d'Arda. Tali monumenti, pur non presentando pregi artistici particolari, sono comunque indicativi della concezione religiosa del mondo agricolo basato principalmente su un rapporto di "do ut des"

## Società

### Evoluzione demografica
Abitanti censiti

### Etnie e minoranze straniere
Secondo i dati ISTAT al 31 dicembre 2010 la popolazione straniera residente era di 138 persone. Le nazionalità maggiormente rappresentate in base alla loro percentuale sul totale della popolazione residente erano:
- Macedonia del Nord 42 (1,82%)

## Geografia antropica

### Frazioni

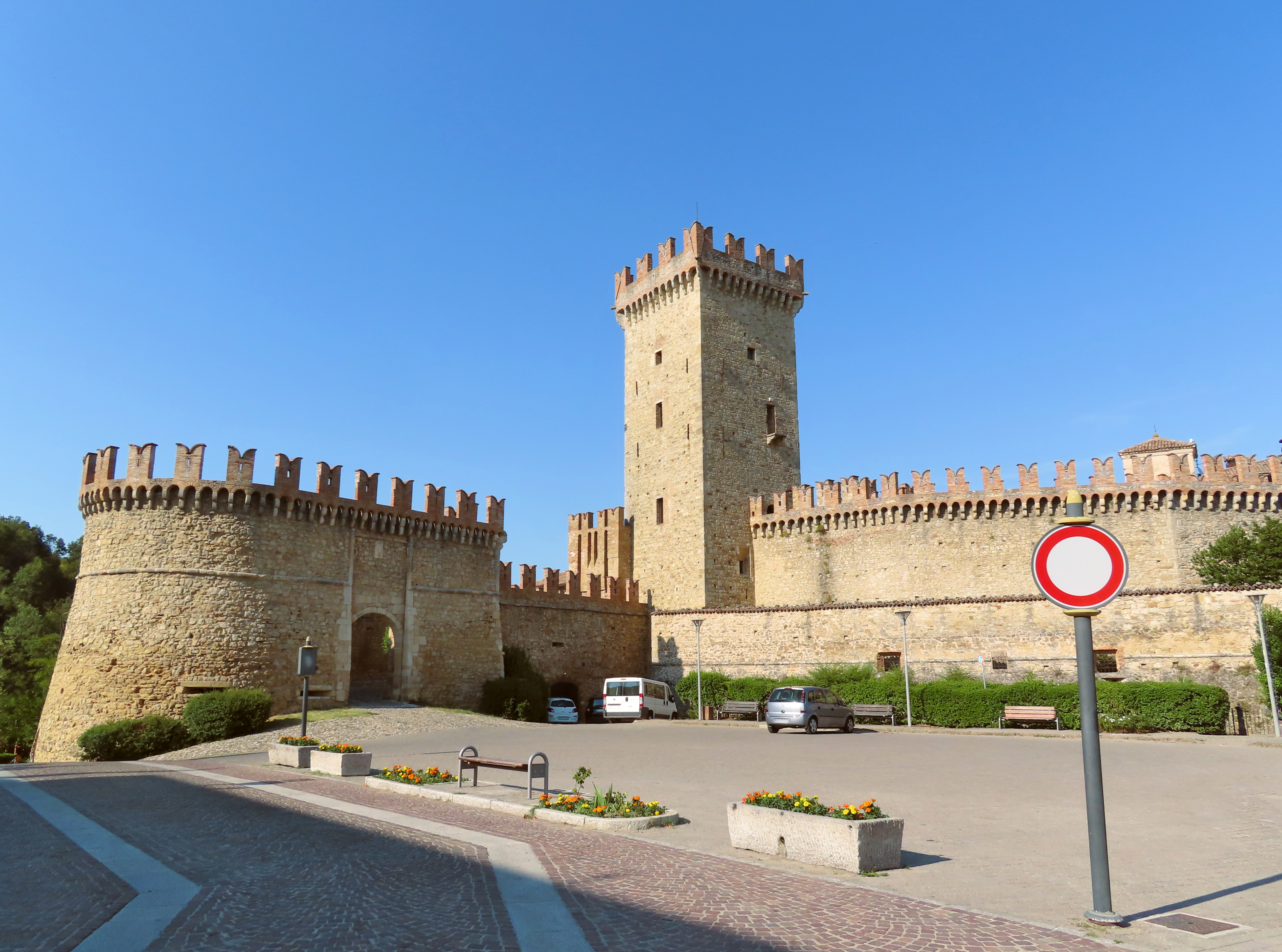
Castello di Vigoleno

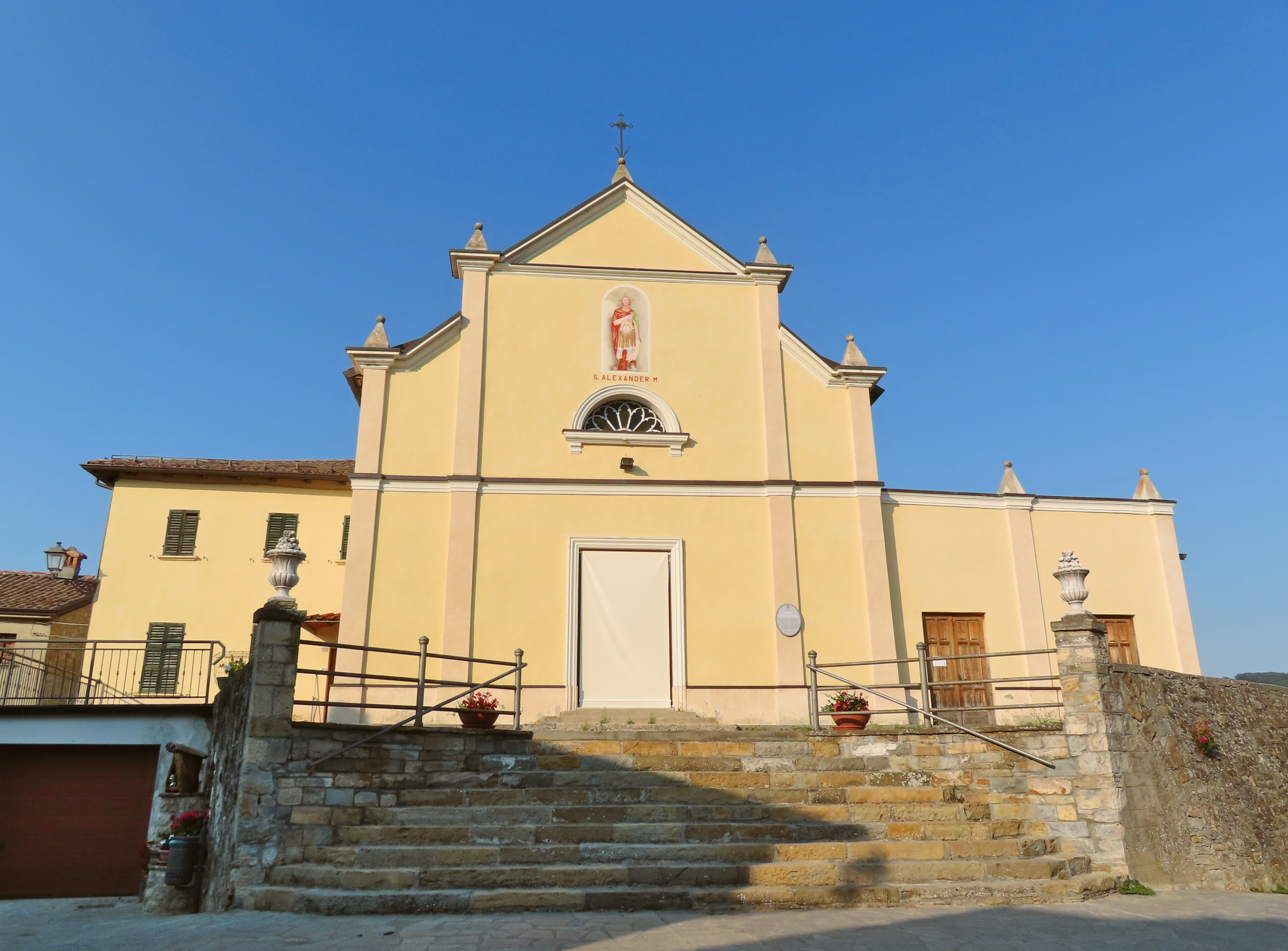
Chiesa di Sant'Alessandro Martire a Vezzolacca

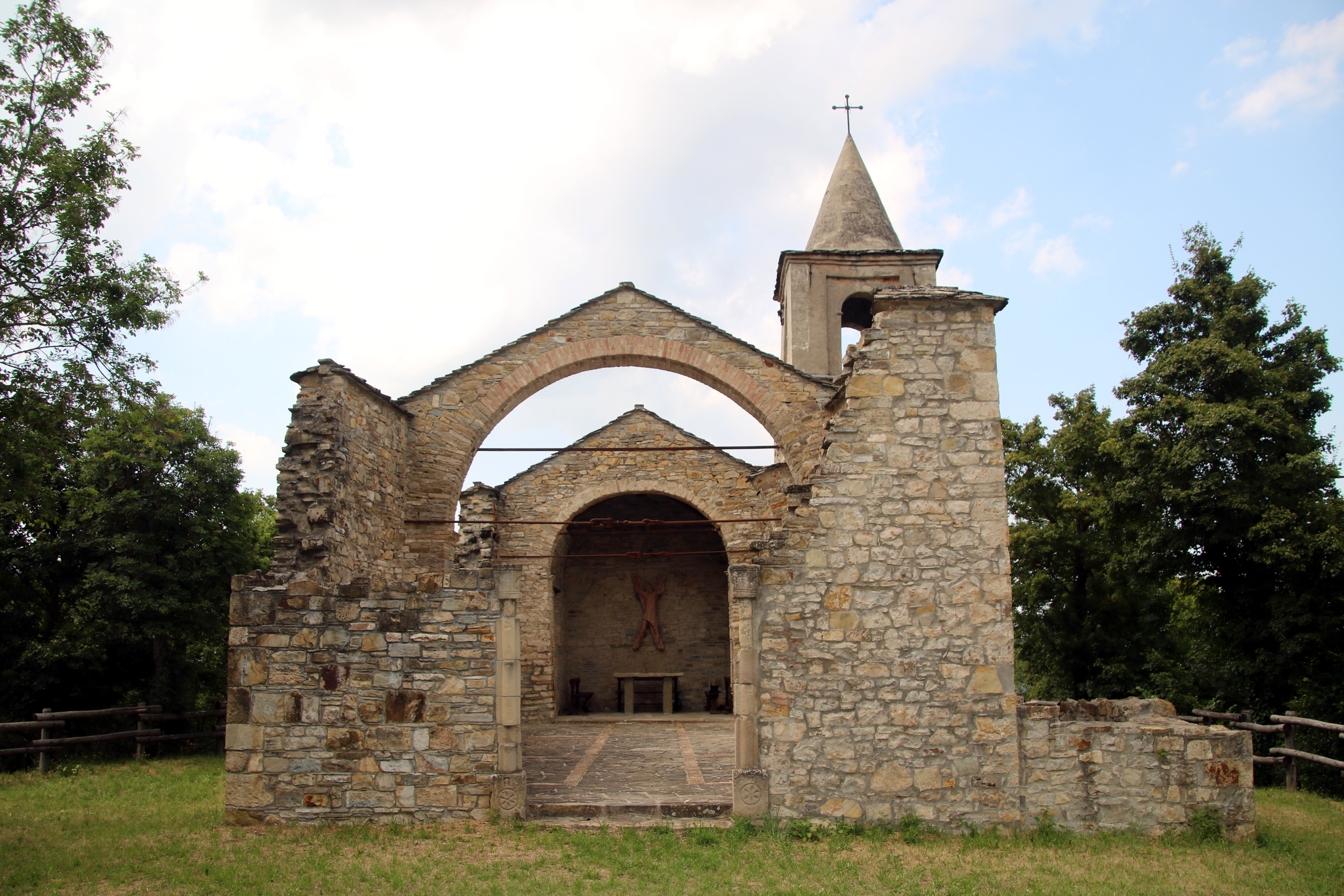
Antica chiesa di Sant'Andrea a Castelletto

- Vigoleno: borgo medioevale di soli 7 abitanti che conserva intatto il castello e la cinta muraria con il mastio ed il rivellino,  comprende al suo interno perfettamente conservati le vecchie case, la cisterna, la chiesa romanica di San Giorgio e l'oratorio settecentesco, ora non più utilizzato per le funzioni religiose. Il Borgo fa parte dell'esclusivo club dei i borghi più belli d'Italia;
- Vezzolacca: frazione di 80 abitanti situata sulle colline tra il lago di Mignano e la frazione di Settesorelle, si trova ai piedi dei monti Palazza e Lucchi, confina con le frazioni di Bravi e Castelletto, col comune di Morfasso e il comune di Bore, in provincia di Parma.
- Bacedasco Basso: frazione del comune di Vernasca che conta circa 200 abitanti, situato sulle colline che offrono un paesaggio spettacolare e si caratterizza per la grande presenza di vigneti e cantine che producono ottimi vini dei colli piacentini come il Gutturnio e l'Ortrugo . Nel paese sono presenti anche varie trattorie per poter gustare i piatti tipici;
- Borla;
- Rosi;
- Trinità;
- Baroni;
- Mazzaschi;
- Perpiano;
- Lame;
- Castelletto;
- Bravi;
- Terenza;
- Gallosi;
- Alessandroni;
- I Potenti;
- Vitalta: dove secondo la tradizione sarebbe nata Santa Franca;
- Dignini;
- Ranca;
- Bignoni;
- Cergallina;
- Melesi;
- Burgazzi;
- Comini;
- Mocomero;
- Case Barani;
- Franchini;
- Case Marchesi;
- Settesorelle;
- San Genesio.

## Eventi
- Cantamaggio, celebrazione del Calendimaggio (30 aprile)
- Festival Lirico Verdiano (nella frazione di Vigoleno, periodo estivo)
- Festa del Vino (nella frazione di Bacedasco Basso, in giugno),
- Notte dei briganti (con partenza da Vigoleno e arrivo nel paese di Vernasca, in giugno)
- Bascherdeis Festival, festival di artisti di strada (ultimo fine settimana di luglio)[11]
- Sagra di San Pellegrino (prima domenica d'agosto),
- Festa della Patata (nella frazione di Vezzolacca, ogni terzo fine settimana di agosto)
- Festa della Castagna (sempre a Vezzolacca, ultima domenica di settembre)
- Festa del Bosco (prima domenica d'ottobre).
- Festa di Borla (nella frazione di Borla, in luglio)

## Amministrazione

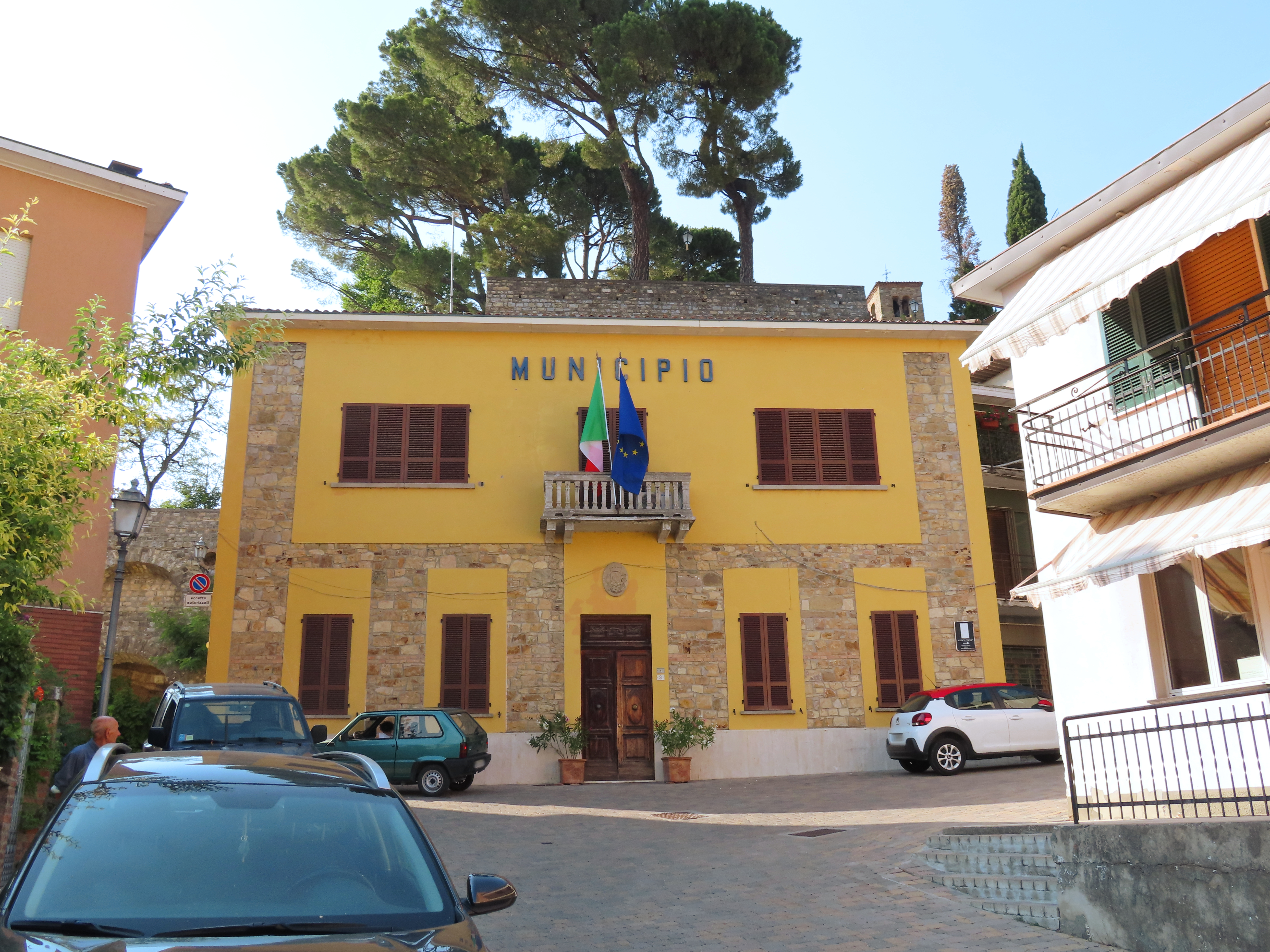
Palazzo comunale

Di seguito è presentata una tabella relativa alle amministrazioni che si sono succedute in questo comune.
| Periodo        | Periodo        | Primo cittadino     | Partito                                         | Carica  | Note   |
| -------------- | -------------- | ------------------- | ----------------------------------------------- | ------- | ------ |
| 11 agosto 1985 | 25 maggio 1990 | Franco Manzi        | Democrazia Cristiana                            | Sindaco | [ 12 ] |
| 25 maggio 1990 | 24 aprile 1995 | Massimo Varani      | Partito Comunista Italiano                      | Sindaco | [ 12 ] |
| 24 aprile 1995 | 14 giugno 1999 | Giuseppe Sidoli     | lista civica di centro-sinistra                 | Sindaco | [ 12 ] |
| 14 giugno 1999 | 14 giugno 2004 | Giuseppe Sidoli     | lista civica di centro-sinistra                 | Sindaco | [ 12 ] |
| 14 giugno 2004 | 8 giugno 2009  | Gian Luigi Molinari | lista civica di centro-sinistra                 | Sindaco | [ 12 ] |
| 8 giugno 2009  | 26 maggio 2014 | Gian Luigi Molinari | lista civica di centro-sinistra Vernasca domani | Sindaco | [ 12 ] |
| 26 maggio 2014 | 27 maggio 2019 | Giuseppe Sidoli     | lista civica di centro-sinistra Vernasca unita  | Sindaco | [ 12 ] |
| 27 maggio 2019 | 10 giugno 2024 | Giuseppe Sidoli     | lista civica di centro-sinistra Vernasca unita  | Sindaco | [ 12 ] |
| 10 giugno 2024 | in carica      | Gian Luigi Molinari | lista civica di centro-sinistra Vernasca futura | Sindaco | [ 12 ] |

### Comunità montana
Fa parte della Comunità Montana valli del Nure e dell'Arda.

## Sport

### Calcio
La principale squadra di calcio della città è l'U.S.D. Vernasca che milita nel girone B emiliano-romagnolo di 3ª Categoria. Dalla stagione 2010/2011 alla stagione 2013/2014 ha militato nel girone B emiliano-romagnolo di 2ª Categoria. I colori sociali sono: il verde e nero oppure il verde e bianco.